# Friedrich Kretschmann

Kretschmann

Friedrich Robert Kretschmann (* 20. Mai 1858 in Wolmirstedt; † 8. November 1934 in Magdeburg) war ein deutscher Hochschullehrer für Hals-Nasen-Ohren-Heilkunde. Er begründete die HNO-Klinik der Otto-von-Guericke-Universität Magdeburg.

## Leben
Kretschmann besuchte das Königliche Victoria-Gymnasium in Burg (bei Magdeburg). Nach dem Abitur studierte er ab 1876 Medizin an der Georg-August-Universität Göttingen, der Eberhard Karls Universität Tübingen und der  Friedrichs-Universität Halle. 1878 wurde er in der Landsmannschaft Gottinga zu Göttingen aktiv, 1880 in der Landsmannschaft Vitebergia Halle. Er legte 1881 das Staatsexamen ab und wurde am 27. Juli 1881 in Halle zum Dr. med.  promoviert.
Kretschmann trat zunächst eine Stelle als Assistent an der Medizinischen Klinik in Halle a. d. Saale bei Theodor Weber an. Es erfolgte hier die Ausbildung zum praktischen Arzt. 1884 wechselte Kretschmann an die Klinik für Hals-, Nasen- und Ohrenerkrankungen der Medizinischen Fakultät an der Friedrichs-Universität Halle und wurde dort Assistenzarzt des bekannten Ohrenarztes Hermann Schwartze. In dieser Zeit erfolgten diverse wissenschaftliche Arbeiten auf dem Gebiet der Ohrenheilkunde. 1887 habilitierte er mit der Dissertation “Fistelöffnungen am oberen Pol des Trommelfells über dem Processus brevis des Hammers, deren Pathogenese und Therapie”. Am 1. Juli 1888 eröffnete er mit Martin gemeinsam eine Privat-Heilanstalt für Haut-, Ohren-, Nasen- und Halskrankheiten in Magdeburg, Albrechtstraße 3 mit 22 Betten und war damals der erste und einzige Chirurg für Ohrenerkrankungen in Magdeburg. Bis 1890 hielt er Vorlesungen an der Friedrichs-Universität Halle, wo er 1906 Professor für Ohrenheilkunde wurde.
Im Dreikaiserjahr begründete er in Magdeburg die Hals-Nasen-Ohren Abteilung der Städtischen Krankenanstalten, auf die das heutige Universitätsklinikum Magdeburg zurückgeht. Den  Ruf der Albertus-Universität Königsberg lehnte er ab.
Kretschmann gehörte zu den Gründungsmitgliedern der  Gesellschaft Deutscher Hals-Nasen-Ohrenärzte. Er war langjähriges Vorstandsmitglied und zwei Jahre Vorsitzender der Medizinischen Gesellschaft zu Magdeburg. Von 1910 bis 1914 leitete er mit Paul Manasse die Redaktion vom Archiv für Ohrenheilkunde.
Auch war er Korrespondierendes Mitglied der belgischen Oto-laryngologischen Gesellschaft.
Im Ersten Weltkrieg war Kretschmann Generaloberarzt und fachärztlicher Berater des IV. Armee-Korps.

## Schriften
- Inauguraldissertation “Über das Angioma arteriale racemosum”
- Dissertation “Fistelöffnungen am oberen Pol des Trommelfells über dem Processus brevis des Hammers, deren Pathogenese und Therapie”.

## Ehrungen
- Geh. Medizinalrat (1905)
- Ehrenmitglied der Gesellschaft Deutscher Hals-Nasen-Ohrenärzte
- Ehrenmitglied  der Medizinischen Gesellschaft zu Magdeburg.
- Kretschmannstraße in Magdeburg.